# 2134 Денніспалм
2134 Денніспалм (2134 Dennispalm) — астероїд головного поясу, відкритий 24 грудня 1976 року.
Тіссеранів параметр щодо Юпітера — 3,149.